# L'edat de ferro
|  | Per a altres significats, vegeu «Edat del ferro». |

L'edat de ferro és una novel·la escrita pel premi Nobel sud-africà John Maxwell Coetzee el 1990 amb el títol original en anglès de Age of Iron. Traduïda al català el 2002 per Dolors Udina li fou atorgat el Premi llibreter l'any següent.
La novel·la s'ambienta a Ciutat del Cap al final del règim de l'apartheid. La protagonista és la senyora Curren que pateix un càncer terminal i s'enfronta a aquest fet en soledat. Amb l'aparició d'un rodamón tot canvia, ja que li permet afrontar les seves pors i la soledat i escriure a la seva filla amb qui fa anys que no té contacte. El resultat d'aquesta carta és la novel·la que el lector llegeix i que mostra amb extrema cruesa els fets que es podien viure durant l'apartheid contra la població negra i també és una mostra interessant dels sentiments de les persones soles en moments de dificultats.